# Xanthoparmelia naudesnekia
Xanthoparmelia naudesnekia är en lavart som beskrevs av Hale. Xanthoparmelia naudesnekia ingår i släktet Xanthoparmelia och familjen Parmeliaceae.   Inga underarter finns listade i Catalogue of Life.